# Szentlászló
Szentlászló (Duits: Senglasl) is een plaats (község) en gemeente in het Hongaarse comitaat Baranya. Szentlászló telt 878 inwoners (2001).